# 即得寺 (板橋区)
即得寺（そくとくじ）は、東京都板橋区にある真宗大谷派の寺院。

## 概要
1608年（慶長13年）、順覚によって開山された。順覚は中世に松浦党を構成した松浦氏の出身である。元々は越後国新潟町（現・新潟県新潟市中央区）に位置していた。
1880年（明治13年）の新潟大火では、本尊の阿弥陀如来像を除き、全て焼失してしまった。1965年（昭和40年）に現在地に移転した。

## 寺宝等
- 阿弥陀如来像（本尊）

## 交通アクセス
- 中板橋駅より徒歩7分。